# 第6屆金曲獎
第6屆金曲獎由中華民國行政院新聞局於1994年主辦，共頒發18獎項。本屆共報名831件， 並再放寬參賽資格限制，香港居民只要沒有第三國國籍就能報名。 入圍名單於10月22日公布，頒獎典禮由中視負責錄影製播，11月26日於國父紀念館舉行。

## 頒獎典禮
入圍名單及特別獎得主於10月22日公布後，11月26日晚間7點在台北國父紀念館舉行頒獎典禮，由巴戈、藍心湄主持，中視當晚9點轉播錄影實況。 典禮邀請9組頒獎人依序頒發18獎項，包括：

洪榮宏、許景淳頒發「最佳方言歌曲男、女演唱人獎」；

齊秦、童安格頒發「最佳國語、方言歌曲作詞人獎」；

小蟲、潘越雲頒發「最佳演唱專輯獎」、「最佳演唱專輯製作人獎」；

新聞局長胡志強頒發特別獎；

楊烈、蘇芮共同頒發「最佳演唱組獎」、「最佳單曲歌唱錄影帶影片獎」及「新人獎」；

林家慶、曾慶瑜頒「最佳作曲」、「最佳編曲」及「最佳錄音獎」；

陳申中、葉綠娜頒發「最佳演奏專輯」與「最佳演奏專輯製作人獎」；

劉德華頒發「最佳年度歌曲獎」；

殷正洋、江蕙頒發「最佳國語歌曲男、女演唱人獎」。
表演節目由李度、古皓、游鴻明、李玟、潘協慶共同演唱歷屆金曲獎最佳年度歌曲的「群星歡唱金曲聲」揭開序幕，之後包括「香江金曲傳真情」由張學友以粵、國語演唱歌曲；「金曲飛揚舞青春」由蘇有朋、孫耀威及陳志朋共同演出；「千錘百練譜金曲」交由楊烈和蘇芮合唱；「巨星獻唱賀金曲」則為劉德華獨力演出。

## 入圍暨得獎名單
以 表示得獎者。

## 外部連結
- 第6屆金曲獎入圍名單 Archive.today的存檔，存档日期2018-11-24，文化部影視及流行音樂產業局.1995-01-07
- 第6屆金曲獎得獎名單 Archive.today的存檔，存档日期2018-11-24，文化部影視及流行音樂產業局.1995-01-07